# Copa do Mundo de Ginástica Artística de 2024
O circuito da Copa do Mundo da FIG de Ginástica Artística de 2024 é uma série de competições oficialmente organizadas e promovidas pela Federação Internacional de Ginástica (FIG) em 2024. A série Copa do Mundo por Aparelhos (os quatro eventos realizados em Cairo, Cottbus, Baku e Doha) servirá como eventos de qualificação olímpica para os Jogos Olímpicos de 2024, realizados em Paris.

## Calendário

### Séries da Copa do Mundo
| Data                 | Local   | Evento                    | Tipo              |
| -------------------- | ------- | ------------------------- | ----------------- |
| 15 a 18 de fevereiro | Cairo   | Copa do Mundo FIG de 2024 | C III – Aparelhos |
| 22 a 25 de fevereiro | Cottbus | Copa do Mundo FIG de 2024 | C III – Aparelhos |
| 7 a 10 de março      | Baku    | Copa do Mundo FIG de 2024 | C III – Aparelhos |
| 17 a 20 de abril     | Doha    | Copa do Mundo FIG de 2024 | C III – Aparelhos |

### Séries da Copa do Mundo Challenge
| Data                    | Local       | Evento                       | Tipo              |
| ----------------------- | ----------- | ---------------------------- | ----------------- |
| 29 a 31 de março        | Antália     | FIG World Challenge Cup 2024 | C III – Aparelhos |
| 4 a 7 de abril          | Osijek      | FIG World Challenge Cup 2024 | C III – Aparelhos |
| 23 a 26 de maio         | Varna       | FIG World Challenge Cup 2024 | C III – Aparelhos |
| 30 de maio a 2 de junho | Koper       | FIG World Challenge Cup 2024 | C III – Aparelhos |
| 4 a 6 de outubro        | Szombathely | FIG World Challenge Cup 2024 | C III – Aparelhos |

## Vencedores das séries
| Aparelho            | Copa do Mundo de Aparelhos | Copa do Mundo Challenge     |
| Aparelho            | Vencedor                   | Vencedor                    |
| Masculino           | Masculino                  | Masculino                   |
| ------------------- | -------------------------- | --------------------------- |
| Solo                | Ryu Sung-hyun              | Illia Kovtun                |
| Cavalo com Alças    | Ahmad Abu Al-Soud          | Nariman Kurbanov            |
| Argolas             | Vahagn Davtyan             | Balázs Kiss                 |
| Salto               | Artur Davtyan              | Assan Salimov               |
| Barras Paralelas    | Illia Kovtun               | Krisztofer Mészáros         |
| Barra Fixa          | Tang Chia-hung             | Tang Chia-hung              |
| Feminino            |                            |                             |
| Salto               | An Chang-ok                | Gréta Mayer                 |
| Barras Assimétricas | Kaylia Nemour              | Mélanie de Jesus dos Santos |
| Trave               | Nina Derwael               | Anna Lashchevska            |
| Solo                | Charlize Mörz              | Mélanie de Jesus dos Santos |

## Medalhistas

### Masculino

#### Séries da Copa do Mundo
| Competição | Evento           | Ouro                            | Prata             | Bronze                |
| Cairo      | Solo             | Ryu Sung-hyun                   | Diorges Escobar   | Eddie Penev           |
| Cairo      | Cavalo com Alças | Ahmad Abu Al-Soud               | Hur Woong         | Zeinolla Idrissov     |
| Cairo      | Argolas          | Jong Ryong-il                   | Vahagn Davtyan    | Salvatore Maresca     |
| Cairo      | Salto            | Artur Davtyan                   | Nazar Chepurnyi   | Shek Wai-hung         |
| Cairo      | Barras Paralelas | Illia Kovtun                    | Oleg Verniaiev    | Jossimar Calvo        |
| Cairo      | Barra Fixa       | Tang Chia-hung                  | Joe Fraser        | Ángel Barajas         |
| Cottbus    | Solo             | Harry Hepworth                  | Artem Dolgopyat   | Ryu Sung-hyun         |
| Cottbus    | Cavalo com Alças | Nariman Kurbanov                | Ahmad Abu Al-Soud | Hur Woong             |
| Cottbus    | Argolas          | Nikita Simonov                  | Samir Aït Saïd    | Vahagn Davtyan        |
| Cottbus    | Salto            | Artur Davtyan                   | Mahdi Olfati      | Chen Yilu             |
| Cottbus    | Barras Paralelas | Illia Kovtun                    | Oleg Verniaiev    | Rasuljon Abdurakhimov |
| Cottbus    | Barra Fixa       | Tang Chia-hung                  | Tian Hao          | Robert Tvorogal       |
| Baku       | Solo             | Yahor Sharamkou                 | Kazuki Minami     | Carlos Yulo           |
| Baku       | Cavalo com Alças | Lee Chih-kai Stephen Nedoroscik | Não premiado      | Shiao Yu-jan          |
| Baku       | Argolas          | You Hao                         | Zou Jingyuan      | Samir Aït Saïd        |
| Baku       | Salto            | Nazar Chepurnyi                 | Shek Wai-hung     | Harry Hepworth        |
| Baku       | Barras Paralelas | Illia Kovtun                    | Zou Jingyuan      | Ángel Barajas         |
| Baku       | Barra Fixa       | Robert Tvorogal                 | Arthur Mariano    | Ángel Barajas         |
| Doha       | Solo             | Milad Karimi                    | Luke Whitehouse   | Dmitriy Patanin       |
| Doha       | Cavalo com Alças | Ahmad Abu Al-Soud               | Lee Chih-kai      | Rhys McClenaghan      |
| Doha       | Argolas          | Vahagn Davtyan                  | Nikita Simonov    | Samir Aït Saïd        |
| Doha       | Salto            | Artur Davtyan                   | Carlos Yulo       | Yahor Sharamkou       |
| Doha       | Barras Paralelas | Carlos Yulo                     | Hung Yuan-hsi     | Caio Souza            |
| Doha       | Barra Fixa       | Tang Chia-hung                  | Robert Tvorogal   | Arthur Mariano        |

#### Séries da Copa do Mundo Challenge
| Competição  | Evento           | Ouro                | Prata                  | Bronze                 |
| Antália     | Solo             | Adem Asil           | Joel Plata             | Benedek Tomcsányi      |
| Antália     | Cavalo com Alças | Ahmad Abu Al-Soud   | Nariman Kurbanov       | Radomyr Stelmakh       |
| Antália     | Argolas          | İbrahim Çolak       | Adem Asil              | Artur Sahakyan         |
| Antália     | Salto            | Assan Salimov       | Volodymyr Kostiuk      | Radomyr Stelmakh       |
| Antália     | Barras Paralelas | Nicolau Mir         | Radomyr Stelmakh       | Andrei Muntean         |
| Antália     | Barra Fixa       | Joel Plata          | Diogo Soares           | Mert Efe Kılıçer       |
| Osijek      | Solo             | Illia Kovtun        | Ilyas Azizov           | Kevin Penev            |
| Osijek      | Cavalo com Alças | Ilyas Azizov        | Filip Ude              | Marko Sambolec         |
| Osijek      | Argolas          | Kevin Penev         | Kevin Buckley          | Pau Jiménez            |
| Osijek      | Salto            | Aurel Benović       | Pau Jiménez            | Kevin Penev            |
| Osijek      | Barras Paralelas | Lukas Dauser        | Illia Kovtun           | Noe Seifert            |
| Osijek      | Barra Fixa       | Tang Chia-hung      | Tin Srbić              | Alexander Myakinin     |
| Varna       | Solo             | Dmitriy Patanin     | Nicolas Diez           | Assan Salimov          |
| Varna       | Cavalo com Alças | Nariman Kurbanov    | Ravshan Kamiljanov     | Mateo Žugec            |
| Varna       | Argolas          | Artur Avetisyan     | Akhrorkhon Temirkhonov | Oleg Verniaiev         |
| Varna       | Salto            | Nazar Chepurnyi     | Nicolas Diez           | Paul Schmölzer         |
| Varna       | Barras Paralelas | Cameron-Lie Bernard | Nazar Chepurnyi        | Krisztofer Mészáros    |
| Varna       | Barra Fixa       | Yordan Aleksandrov  | Tang Chia-hung         | Victor Martinez        |
| Koper       | Solo             | Illia Kovtun        | Artem Dolgopyat        | Unai Baigorri          |
| Koper       | Cavalo com Alças | Illia Kovtun        | Diyas Toishybek        | Mateo Zugec            |
| Koper       | Argolas          | Igor Radivilov      | Illia Kovtun           | Luka Bojanc            |
| Koper       | Salto            | Pau Jimenez         | Audrys Nin Reyes       | Remell Robinson-Bailey |
| Koper       | Barras Paralelas | Illia Kovtun        | Hung Yuan-hsi          | Andrei Vasile Muntean  |
| Koper       | Barra Fixa       | Tang Chia-hung      | Tin Srbic              | Carlo Macchini         |
| Szombathely | Solo             | Krisztofer Mészáros | Filip Lidbeck          | Danny Crouch           |
| Szombathely | Cavalo com Alças | Edoardo de Rosa     | Gabriele Targhetta     | Shiao Yu-jan           |
| Szombathely | Argolas          | Nikita Simonov      | Lin Guan-yi            | Sokratis Pilakouris    |
| Szombathely | Salto            | Assan Salimov       | Daniel Trifonov        | Enkhtuvshin Damdindorj |
| Szombathely | Barras Paralelas | Edoardo de Rosa     | Krisztofer Mészáros    | Alexander Kunz         |
| Szombathely | Barra Fixa       | Krisztofer Mészáros | Lorenzo Bonicelli      | Szilard Zavory         |

### Feminino

#### Séries da Copa do Mundo
| Competição | Evento              | Ouro                | Prata               | Bronze              |
| Cairo      | Salto               | An Chang-ok         | Valentina Georgieva | Pranati Nayak       |
| Cairo      | Barras Assimétricas | Huang Zhuofan       | Luo Huan            | Ondine Achampong    |
| Cairo      | Trave               | Nina Derwael        | Erika Pinxten       | Mana Okamura        |
| Cairo      | Solo                | Mana Okamura        | Emma Malabuyo       | Laura Casabuena     |
| Cottbus    | Salto               | An Chang-ok         | Valentina Georgieva | Karla Navas         |
| Cottbus    | Barras Assimétricas | Kaylia Nemour       | Alena Tsitavets     | Maellyse Brassart   |
| Cottbus    | Trave               | Zhou Yaqin          | Urara Ashikawa      | Haruka Nakamura     |
| Cottbus    | Solo                | Zhou Yaqin          | Chen Xinyi          | Charlize Mörz       |
| Baku       | Salto               | Valentina Georgieva | An Chang-ok         | Karla Navas         |
| Baku       | Barras Assimétricas | Kaylia Nemour       | Elisa Iorio         | Katelyn Jong        |
| Baku       | Trave               | Zhang Qingying      | Takezawa Kaoruko    | Nina Derwael        |
| Baku       | Solo                | Charlize Mörz       | Ou Yushan           | Kaylia Nemour       |
| Doha       | Salto               | Karla Navas         | An Chang-ok         | Valentina Georgieva |
| Doha       | Barras Assimétricas | Kaylia Nemour       | Levi Ruivivar       | Alena Tsitavets     |
| Doha       | Trave               | Anna Lashchevska    | Kaylia Nemour       | Chiara Barzasi      |
| Doha       | Solo                | Kaylia Nemour       | Ruby Evans          | Laura Casabuena     |

#### Séries da Copa do Mundo Challenge
| Competição  | Evento              | Ouro                        | Prata                       | Bronze                      |
| Antália     | Salto               | Tjaša Kysselef              | Oksana Chusovitina          | Gréta Mayer                 |
| Antália     | Barras Assimétricas | Mélanie de Jesus dos Santos | Rebeca Andrade              | Georgia-Mae Fenton          |
| Antália     | Trave               | Sun Xinyi                   | Flávia Saraiva              | Yang Ko-wen                 |
| Antália     | Solo                | Jade Barbosa                | Morgane Osyssek-Reimer      | Mélanie de Jesus dos Santos |
| Osijek      | Salto               | Coline Devillard            | Gréta Mayer                 | Tjaša Kysselef              |
| Osijek      | Barras Assimétricas | Mélanie de Jesus dos Santos | Anna Lashchevska            | Sara Šulekić                |
| Osijek      | Trave               | Anna Lashchevska            | Mélanie de Jesus dos Santos | Tina Zelčić                 |
| Osijek      | Solo                | Mélanie de Jesus dos Santos | Coline Devillard            | Abigail Martin              |
| Varna       | Salto               | Valentina Georgieva         | Karina Schönmaier           | Alexa Moreno                |
| Varna       | Barras Assimétricas | Elisabeth Seitz             | Yelyzaveta Hubareva         | Rose Woo                    |
| Varna       | Trave               | Lucie Henna                 | Diana Lobok                 | Adela Balcová Ruby Evans    |
| Varna       | Solo                | Ruby Evans                  | Aline Friess                | Karina Schönmaier           |
| Koper       | Salto               | Alexa Moreno                | Tijana Korent               | Leni Bohle                  |
| Koper       | Barras Assimétricas | Lucija Hribar               | Zoja Szekely                | Yelyzaveta Hubareva         |
| Koper       | Trave               | Veronica Mandriota          | Anna Lashchevska            | Tina Zelcic                 |
| Koper       | Solo                | Lena Bickel                 | Leni Bohle                  | Veronica Mandriota          |
| Szombathely | Salto               | Darya Yassinskaya           | Gréta Mayer                 | Leni Bohle                  |
| Szombathely | Barras Assimétricas | Charlotte Booth             | Tonya Paulsson              | Céleste Mordenti            |
| Szombathely | Trave               | Tonya Paulsson              | Leni Bohle                  | Charlotte Booth             |
| Szombathely | Solo                | Tonya Paulsson              | Gréta Mayer                 | Leni Bohle                  |

## Qualificação olímpica
As copas do mundo de aparelhos realizadas em Cairo, Cottbus, Baku e Doha servem como eventos de qualificação para os Jogos Olímpicos de 2024. Os dois melhores competidores em cada aparelho (uma ginasta por CON por aparelho) ganharão uma vaga olímpica individual.  Apenas os cinco primeiros indivíduos por aparelho são listados.

### Masculino
| Pos. | Atleta            | Cairo | Cottbus | Baku | Doha | Total |
| ---- | ----------------- | ----- | ------- | ---- | ---- | ----- |
| 1    | Ryu Sung-hyun     | 30    | 30      | 20   | –    | 80    |
| 2    | Aurel Benović     | 3     | 16      | 16   | 25   | 57    |
| 3    | Benjamin Osberger | 16    | 18      | 14   | 18   | 52    |
| 4    | Yahor Sharamkou   | –     | 20      | 30   | 0    | 50    |
| 5    | Dmitriy Patanin   | 18    | 0       | 0    | 30   | 48    |

| Pos. | Atleta            | Cairo | Cottbus | Baku | Doha | Total |
| ---- | ----------------- | ----- | ------- | ---- | ---- | ----- |
| 1    | Ahmad Abu Al-Soud | 30    | 25      | 18   | 30   | 85    |
| 2    | Nariman Kurbanov  | 16    | 30      | 20   | 20   | 70    |
| 3    | Lee Chih-kai      | 8     | 0       | 30   | 25   | 63    |
| 4    | Benjamin Osberger | 18    | 14      | 14   | 18   | 50    |
| 5    | Shiao Yu-jan      | 10    | 0       | 25   | 12   | 47    |

| Pos. | Atleta          | Cairo | Cottbus | Baku | Doha | Total |
| ---- | --------------- | ----- | ------- | ---- | ---- | ----- |
| 1    | Vahagn Davtyan  | 25    | 20      | –    | 30   | 75    |
| 1    | Samir Aït Saïd  | 18    | 25      | 30   | 20   | 75    |
| 3    | Nikita Simonov  | 16    | 30      | 18   | 25   | 73    |
| 4    | Jong Ryong-il   | 30    | 16      | 10   | 12   | 58    |
| 5    | Artur Avetisyan | 20    | 18      | –    | 16   | 54    |

| Pos. | Atleta          | Cairo | Cottbus | Baku | Doha | Total |
| ---- | --------------- | ----- | ------- | ---- | ---- | ----- |
| 1    | Shek Wai-hung   | 30    | 0       | 30   | 12   | 72    |
| 2    | Mahdi Olfati    | 20    | 30      | 12   | 0    | 62    |
| 3    | James Bacueti   | 16    | 25      | 5    | 20   | 61    |
| 4    | Yahor Sharamkou | 0     | 20      | 0    | 30   | 50    |
| 5    | Trịnh Hải Khang | 18    | 16      | 0    | 14   | 48    |

| Pos. | Atleta                | Cairo | Cottbus | Baku | Doha | Total |
| ---- | --------------------- | ----- | ------- | ---- | ---- | ----- |
| 1    | Ángel Barajas         | 16    | 25      | 30   | 0    | 71    |
| 2    | Rasuljon Abdurakhimov | 20    | 30      | 16   | 20   | 70    |
| 3    | Jossimar Calvo        | 30    | 18      | 20   | 10   | 68    |
| 4    | Cameron-Lie Bernard   | 25    | 16      | 0    | 18   | 59    |
| 5    | Mohamed Afify         | 12    | 12      | 25   | 0    | 49    |

| Pos. | Atleta          | Cairo | Cottbus | Baku | Doha | Total |
| ---- | --------------- | ----- | ------- | ---- | ---- | ----- |
| 1    | Tang Chia-hung  | 30    | 30      | 16   | 30   | 90    |
| 2    | Robert Tvorogal | 20    | 25      | 30   | 25   | 80    |
| 3    | Ahmed Elmaraghy | 18    | 16      | 14   | 0    | 66    |
| 4    | Arthur Mariano  | 0     | 20      | 25   | 20   | 65    |
| 5    | Ángel Barajas   | 25    | 0       | 20   | 18   | 63    |

### Feminino
| Pos. | Atleta              | Cairo | Cottbus | Baku | Doha | Total |
| ---- | ------------------- | ----- | ------- | ---- | ---- | ----- |
| 1    | An Chang-ok         | 30    | 30      | 25   | 25   | 85    |
| 2    | Valentina Georgieva | 25    | 25      | 30   | 20   | 80    |
| 3    | Karla Navas         | 7     | 20      | 20   | 30   | 70    |
| 4    | Dipa Karmakar       | 16    | –       | 18   | 18   | 52    |
| 5    | Oksana Chusovitina  | 10    | 16      | 0    | 16   | 42    |

| Pos. | Atleta             | Cairo | Cottbus | Baku | Doha | Total |
| ---- | ------------------ | ----- | ------- | ---- | ---- | ----- |
| 1    | Georgia-Rose Brown | 30    | 20      | 0    | 20   | 70    |
| 2    | Levi Ruivivar      | 14    | 12      | 18   | 30   | 62    |
| 3    | Alena Tsitvets     | 0     | 30      | 0    | 25   | 55    |
| 3    | Nathalie Westlund  | 25    | 14      | 8    | 16   | 55    |
| 5    | Jennifer Williams  | 18    | 0       | 30   | 0    | 48    |

| Pos. | Atleta          | Cairo | Cottbus | Baku | Doha | Total |
| ---- | --------------- | ----- | ------- | ---- | ---- | ----- |
| 1    | Nina Derwael    | 30    | 30      | 30   | –    | 90    |
| 2    | Laura Casabuena | 0     | 18      | 18   | 25   | 61    |
| 3    | Ting Hua-tien   | 8     | 16      | 25   | 16   | 57    |
| 4    | Tina Zelčić     | 0     | 14      | 12   | 30   | 56    |
| 5    | Erika Pinxten   | 25    | 20      | –    | –    | 45    |

1. ↑  Casabuena se qualificou através do solo; portanto, a vaga da trave foi para Ting

| Pos. | Atleta            | Cairo | Cottbus | Baku | Doha | Total |
| ---- | ----------------- | ----- | ------- | ---- | ---- | ----- |
| 1    | Charlize Mörz     | 20    | 30      | 30   | 18   | 80    |
| 2    | Laura Casabuena   | 25    | 0       | 20   | 30   | 75    |
| 3    | Emma Malabuyo     | 30    | 14      | 25   | 12   | 69    |
| 4    | Jana Mahmoud      | 16    | 16      | 10   | 25   | 57    |
| 5    | Jennifer Williams | 12    | 12      | 8    | 20   | 44    |